# W. Reginald Bray
Willie Reginald („Reg“) Bray (* 30. April 1879 in London (Forest Hill); † 6. Juni 1939 in Croydon) war ein englischer Exzentriker, der vier Jahrzehnte lang und mit mehr als 32.000 teilweise skurrilen Postkartenexperimenten und Objektversendungen – einschließlich seiner selbst – die Leistungsfähigkeit der britischen Royal Mail erforschte und dabei mehr als 15.000 Autogramme von Personen aus aller Welt sammelte. Durch Ausstellungen seiner Autogrammsammlung, Publikationen zu postalischen Themen und durch Auftritte im Radio etablierte er sich in der Öffentlichkeit als The Human Letter und The Autograph King.

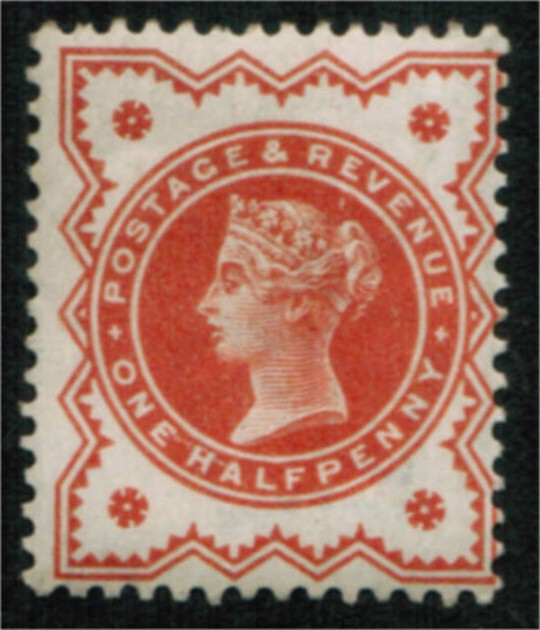
Die meisten der heute noch erhaltenen Postkarten von Reginald Bray sind mit der One Halfpenny Victoria frankiert.

## Leben
Bray wurde 1879 im Stadtteil Forest Hill, im Südsüdosten von London, als Sohn von Edmund und Mary Bray geboren. Das Ehepaar lebte dort in einer viktorianischen Villa zusammen mit Edmunds Halbgeschwistern Mark und Lizzie Duffet und deren Mutter Elizabeth Duffet in der Stanstead Road.
Als 10-Jähriger besuchte Reginald das St. Dunstan’s College. Es wird berichtet, dass er ein durchschnittlicher Schüler war, der früh mit dem Sammeln von Briefmarken und Zugfahrscheinen begann und der – nicht zuletzt um „female companionship“ zu suchen – mit Freunden dem Forest Hill Cycling Club, dem lokalen Radfahrer-Club, beitrat. Diese Freude am Radfahren erhielt er sich sein ganzes Leben.
Bray machte eine Ausbildung zum Buchhalter und übte diesen Beruf zeit seines Lebens aus. Die so erlernte Sorgfalt wandte er auch bei seinen Hobbys an, indem er jeder verschickten Kuriosität und jeder postalischen Autogrammanfrage eine Nummer zuordnete und den Vorgang ausführlich dokumentiert in einem Register niederlegte.
Nachdem er als junger Mann drei Schwestern, die er durch den Forest Hill Cycling Club kennen gelernt hatte, gleichzeitig hofiert hatte, entschied er sich für die mittlere, Mabel Hargreaves, und heiratete sie im September 1908. Das Ehepaar hatte eine Tochter namens Phyllis, die im August 1909 geboren wurde.
Seit seiner Geburt wohnte Bray in Forest Hill. Er verließ diesen Stadtteil erst 1938, als er nach Croydon zog.
W. Reginald Bray, „who never took a sick day in his life“, starb im Alter von 60 Jahren in seinem Haus an einem Herzinfarkt.

## Postalische Experimente

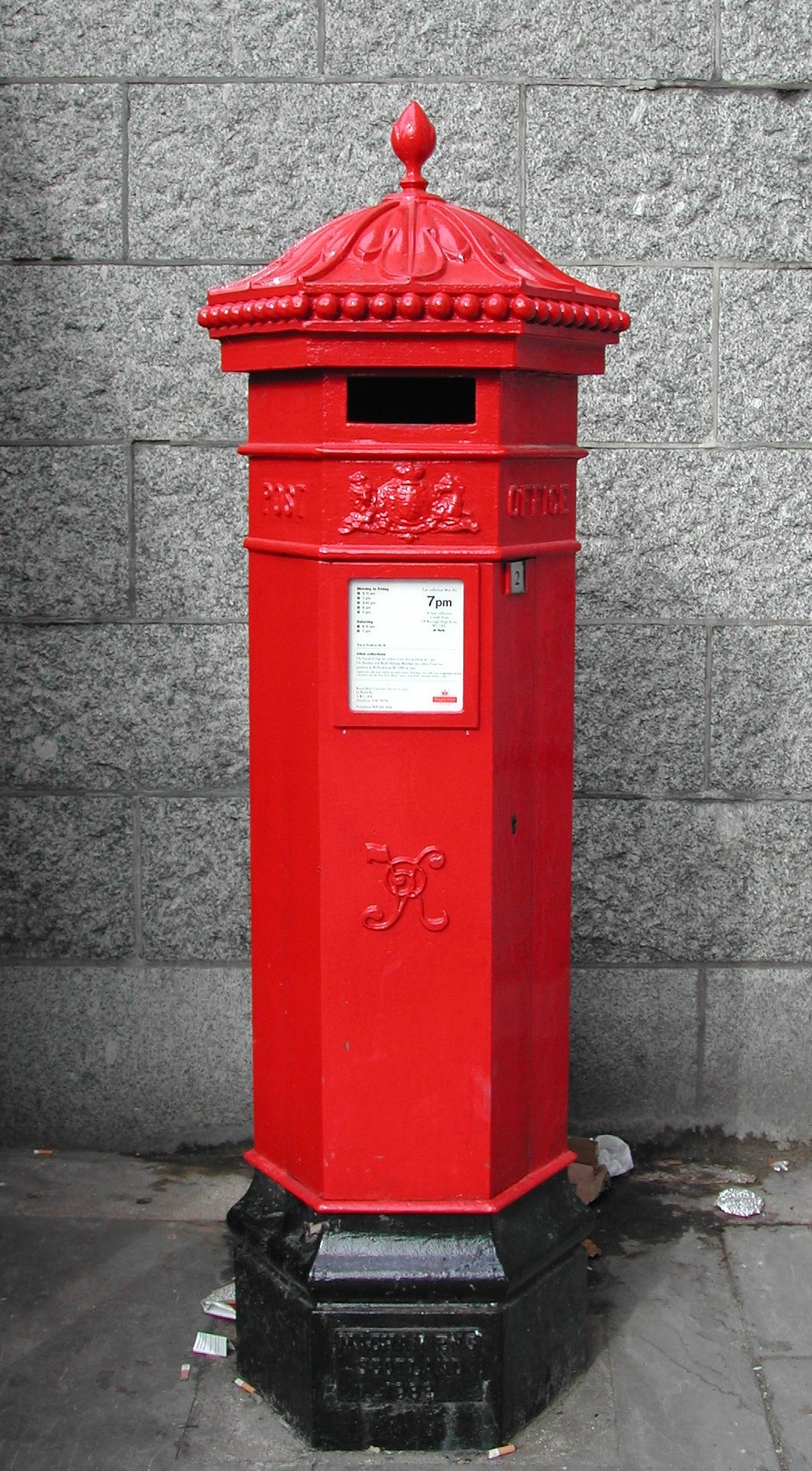
Penfold-Briefkasten (Penfold pillar box); Replikat der hexagonalen, viktorianischen Form, benannt nach dem Architekten und Designer John Wornham Penfold

Das Jahr 1898 wurde von Bray selbst als der eigentliche Beginn seiner Faszination vom Postsystem angesehen, da er in diesem Jahr für einen Sixpence den aktuellen Post Office Guide, in dem jede Art postalischer Dienstleistung, deren Kosten sowie die diese betreffenden Postbestimmungen aufgeführt waren, erwarb und komplett durchlas.
Der Bray-Biograf John Tingey vermutet, dass Formulierungen im Post Office Guide wie „letters [etc.] should be clearly and legibly addressed“ und „all letters [etc.] must be delivered as addressed“ Brays Neugier weckten, bis zu welchen Grad die Royal Mail ihren eigenen, im Post Office Guide niedergeschriebenen Vorgaben Folge leisten könne. Des Weiteren vermutet Tingey, dass es geradezu schicksalhaft war, dass sich, als die ganze Familie 1899 in das Haus Nr. 135 in der Devonshire Road zog, ein Penfold-Briefkasten in Sichtweite des Hauses befand – und noch heute dort befindet.
Über 40 Jahre lang und bis zu seinem überraschenden Tod führte Bray mehr als 32.000 sowohl kreativ konzipierte als auch systematisch dokumentierte postalische Experimente und Autogrammanfragen durch. In den 1950er Jahren verkaufte seine Tochter Phyllis dieses Material kistenweise und nur einige ausgewählte Stücke blieben in Familienbesitz. Heute sind Post-Curiosa von W. Reginald Bray gesuchte Sammlerstücke.

### Inoffizielle Postkarten
Versendungen von skurrilen Postkarten waren z. B. eine von seiner Mutter Mary mit dem Muster „Bray, Forest Hill“ gehäkelte Karte. Noch unverheiratet schickte er eine weitere gehäkelte Karte an Annie Taylor, eine junge Dame, die er verehrte (die Beziehung wurde erfolglos beendet). Auch experimentierte er mit ungewöhnlichen Postkartenformaten: Selber gezeichnete und ausgeschnittene cartoonhafte Formen wie ein Männerkopf oder ein Eselskopf; auch verschickte er mehrere Postkarten, die aus gestärkten Hemdkragen zusammengenäht waren.
Durch seine postalischen Collagen, Zeichnungen und Bilderrätsel (siehe unten) war Bray damit ein bisher nicht als solcher anerkannter Vorreiter der Mail Art, die erst 60 Jahre später durch Ray Johnson populär gemacht wurde.

### Kryptische Adressen
Um die Fähigkeiten der Postzusteller zu erforschen, schrieb Bray Adressen in Reimform (teils reiner, teils unreiner Endreim), wobei er gelegentlich als Hilfestellung – wie im angegebenen Beispiel – die essenziellen Elemente unterstrich. Diese Karte wurde an E. Arnold, einen langjährigen Nachbarn und Freund von Bray, geschickt, an den er häufig Postkarten adressierte, die er dann bei gemeinsamen Treffen wieder zurückerhielt:
| Adresse, wie sie von W. Reginald Bray angegeben wurde | Freie deutsche Übersetzung (in gereimter Adaption) |
| --- | --- |
| Now Postman be kind if you will Deliver this down at „Torrhill“ This house is situated in Devon The post went out about eleven The Post Office is down in the village The name of which is Ivybridge The address I think I’ve now you told Except the name is E. Arnold. | Herr Briefträger, bitte freundlich verstehen Nach „Torrhill“ soll diese Karte gehen In Devon lieget dieses Haus Die Post ging etwa elf Uhr raus Das Postbüro ist unten im Ort Und Ivybridge nennt man ihn dort Die Adresse hab ich jetzt mitgeteilt Dort ist es, wo E. Arnold weilt. |

Ende des 19. Jahrhunderts kamen Bildpostkarten und Ansichtspostkarten in Mode. Bray verwendete sie bald bei seinen Experimenten, indem er als Adresse „To the Occupier“, „To the Resident nearest...“ oder ähnliche Formulierungen verwendete, um Personen zu erreichen, die im auf der Karte abgebildeten Gebäude, Leuchtturm, Schiff, Zug, geographischen Objekt o. ä. als Ein- oder Anwohner lebten oder arbeiteten. Auf den Karten stellte er den ihm unbekannten Adressaten einfach zu beantwortende Fragen und bat sie, diese postalisch zu beantworten und die Karten an ihn zurückzuschicken.

In einem dieser Fälle – Bray schrieb an die Brighton Fire Brigade auf einer Karte, die angeblich die Feuerwehrmänner bei einem großen Brandeinsatz (das „Lewes Fire“ im Jahre 1905) zeigte – erhielt er als Antwort einen Brief, in dem zugegeben wurde, dass das Foto schon vor dem Brand während einer Übung auf dem Polizeisportplatz entstanden sei und dass die abgebildeten Feuerwehrmänner nichts mit dem Brandeinsatz zu tun gehabt hätten.
Bei weiteren Postkarten mit bildlich dargestellten Adressen, z. B. dem Porträt des Empfängers (plus Straßenname (ohne Nummer) plus Ort), fügte Bray den folgenden sehr höflich erläuternden, aber auch unterschwellig die Berufsehre ansprechenden Kommentar bei:

“Dear Sir (or Madam), will you kindly redirect this postcard

to the above address as I want to test

the skill of the postal authorities with regard

to cards pictorially addressed.”

In einem dieser Fälle – die Postkarte wurde natürlich zugestellt und Bray erhielt sie später zurück – kommentierte ein britischer Postbeamter ein Strafporto am Rande der Postkarte:

“Pursuing this game we hope there are not many.

However, for your hobby you will have to pay a penny.”
Weitere Ansätze waren aus Zeitungen zusammengesetzte Bild-Collagen oder auch von Bray selbst sehr realistisch gezeichnete Bilderrätsel, mit denen er die Adresse visuell darstellte.

### Unverpackte Objekte
Unter den Gegenständen, die Bray ohne Verpackung, aber frankiert und an sich selbst (oder an seinen Freund E. Arnold, s. o.) adressierte und verschickte – oft auch von Reisezielen aus, die er im Urlaub oder an Wochenenden mit dem Fahrrad erreicht hatte –, befanden sich ein Kaninchenschädel (Adresse entlang den Nasenknochen geschrieben), eine (leere) Geldtasche, die man öffnen musste, um im Inneren die Adresse und Frankierung zu finden, ein Kürbis, eine Fahrradpumpe, eine Bratpfanne, ein Hausschuh, eine Kleiderbürste, eine Tabakspfeife, eine Hemdbrust, eine Schiefertafel, eine russische Zigarette, ein Gebinde Zwiebeln, eine frisch ausgegrabene Rübe (verschickt aus Irland), ein auf eine Postkarte geklebtes Stück Seetang, ein Pennystück mit einem gebohrten Loch, um den frankierten Adresszettel zu befestigen (Bray vergaß die Briefmarke und musste zwei Penny Strafgebühr zahlen).

### Ungewöhnliche Versendung

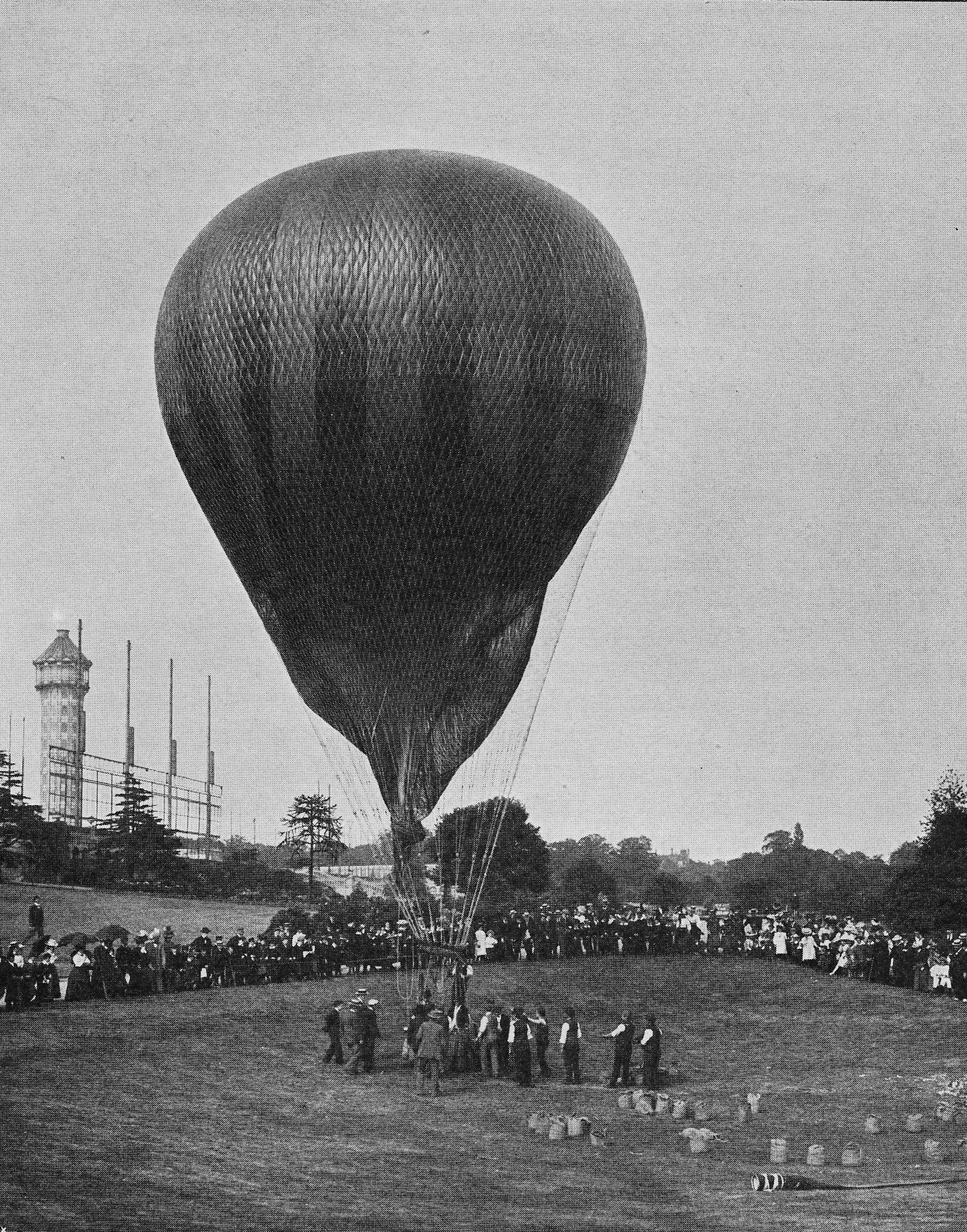
Ballonfahrt um die Jahrhundertwende

Um seine Sammlung von Poststempeln zu vergrößern, ersann Bray ungewöhnliche Methoden, um seine Postkarten zu Lande, zu Wasser und in der Luft so weit wie möglich zu verschicken.
So ließ er an sich selbst adressierte frankierte (und unfrankierte) Postkarten mit entsprechenden Instruktionen an den Finder (oder die Finderin) in Personen- und Güterwagen der Eisenbahn liegen in der Hoffnung, dass sie erst relativ spät entdeckt und von weit entfernten Orten an ihn zurückgeschickt würden.
Dem gleichen Zweck diente sein Verstecken von präparierten Postkarten in Stapeln der wöchentlich erscheinenden Zeitschrift Tit-Bits (… from all the interesting Books, Periodicals, and Newspapers of the World), die bereits damals eine hohe Auflage erreichte und sich auf menschliche Dramen und Sensationsjournalismus spezialisierte.
Erfolge mit dieser Methode brachten ihn auf die Idee, präparierte und mit landesüblichen Marken frankierte Postkarten in zusammengerollten Zeitungen an fiktive Adressen in fernen Ländern zu schicken. Wenn in diesem Land bei Unzustellbarkeit die Zeitung entrollt wurde, fiel die Karte heraus und wurde von dortigen Postbeamten gestempelt und als unzustellbar an Bray zurückgeschickt. Bray, der fast sein ganzes Leben in Forest Hill verbrachte, machte sich einen Spaß daraus, Bekannten diese Karten als Beleg vorzulegen, dass er um die ganze Welt gereist sei.
Bray verschickte auch Postkarten per Flaschenpost, die er entweder selbst in Flüssen oder am Meer aussetzte oder die er von Bekannten, die eine Fähre benutzten, aussetzen ließ. Die Flaschen enthielten eine schriftliche Anleitung und das Versprechen, demjenigen eine kleine Belohnung zukommen zu lassen, der die darin enthaltene Postkarte an Bray zurückschickte.
Ebenso konnte er Ballonfahrer für seine Zwecke gewinnen, indem er sie bat, Postkarten an gasgefüllten Ballons der Willkür der Windströmungen zu übergeben.

### Der menschliche Brief

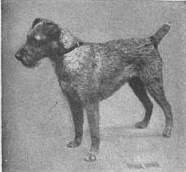
Irish Terrier (photographische Aufnahme von vor 1911)

Im Post Office Guide fand Bray das Dienstleistungsangebot „A person may also be conducted by Express Messenger to any address on payment of the mileage charge“. Als allererste Person in Großbritannien beanspruchte er diesen Dienst und ließ sich am 8. Februar 1900 per Post zum Hause seiner Eltern geleiten. Da er bei seinem ersten Versuch keinen Beleg erhielt, wiederholte er seine Selbstverschickung am 14. November 1903 (fotografisch dokumentiert; Bray mit Schirmmütze und Fahrrad) und erhielt einen Postbeleg. Damit konnte er später beweisen, dass er der erste Mensch war, der diesen Postservice in Anspruch nahm, und nicht etwa ein gewisser Henry Turner von der Insel Guernsey, der den gleichen Vorgang für sich im Jahre 1905 initiiert hatte und vom British Postal Museum lange Zeit als „first person who posted himself“ geführt wurde. 1932 wiederholte Bray den Vorgang ein drittes Mal und erneut in Gegenwart eines Fotografen. Als erster Mensch der Welt, der sich selbst verschickte, gilt allerdings Henry Brown, der sich bereits 1849 von Richmond nach Philadelphia versendete und sich damit aus der Sklaverei befreite.
Am 10. Februar 1900, zwei Tage nach seiner Selbstverschickung, ließ Bray seinen Irish Terrier Bob – an der Leine – vom Exceptional Express Service innerhalb von sechs Minuten vom Abgabepostamt Kent (Forest Hill) ebenfalls an die Adresse seiner Eltern in Forest Hill überführen.

### Die Grenzen der Royal Mail

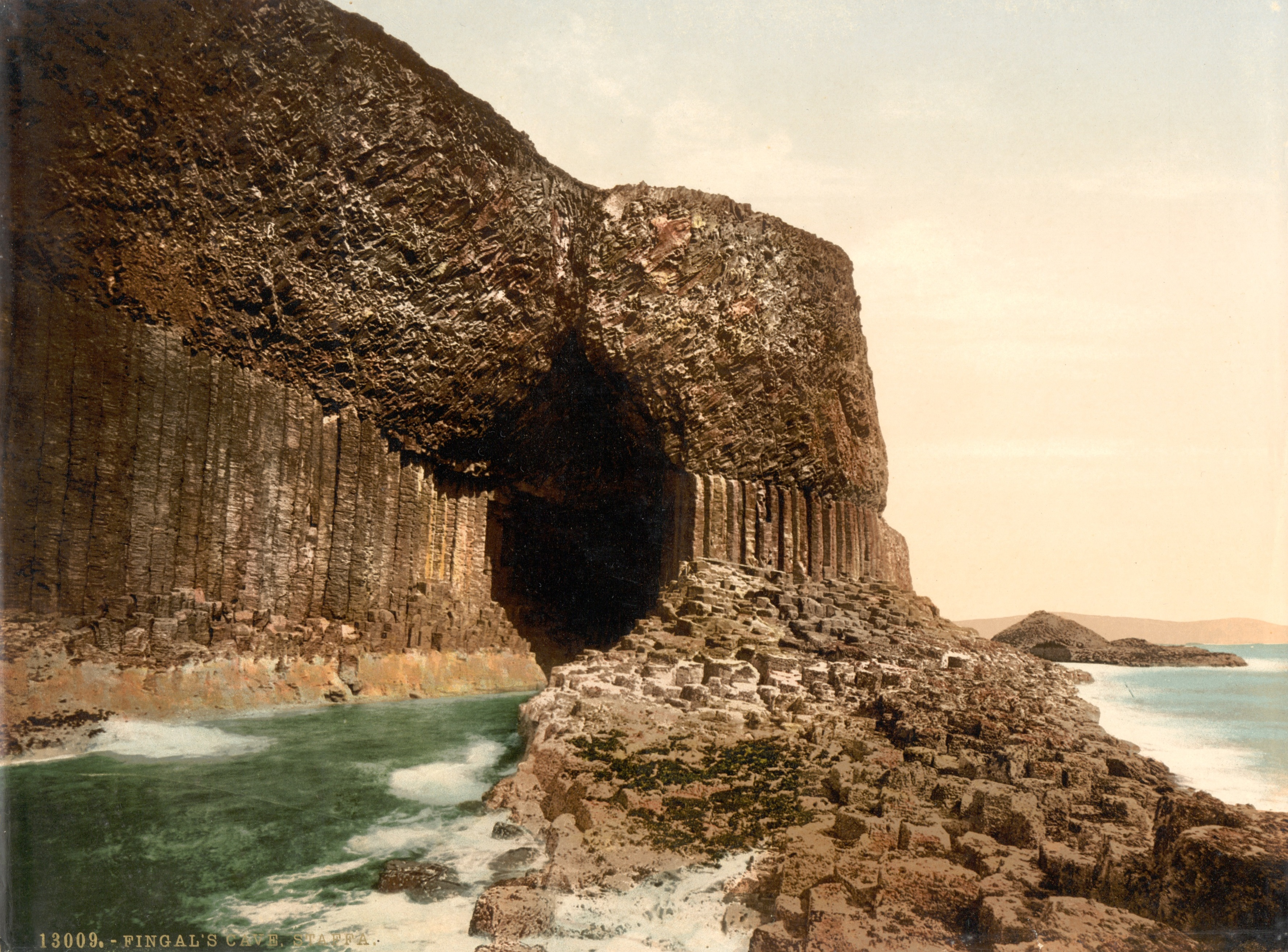
Fingal’s Cave auf der Insel Staffa, Schottland (Fotografie um das Jahr 1900)

Neben Brays systematisch immer anspruchsvoller werdenden Experimenten, denen die Royal Mail in den meisten Fällen unermüdlich und erfolgreich nachkommen konnte, gab es auch praktische und logistische Grenzen, die durch Brays stetig schwieriger werdenden Herausforderungen in nicht unerheblicher Häufigkeit überschritten wurden und das Limit der Leistungsfähigkeit der britischen Postbehörde aufzeigten.
Ein Versuch, die Adresse mit rotem Siegelwachs zu schreiben, schlug fehl, da die Buchstaben während des Transports abblätterten. Die Karte wurde Bray mit dem Vermerk „insufficiently addressed“ und mit Strafporto versehen zurückgeschickt.
Der Versuch, eine Postkarte mit einer Onepenny-Marke von London über New York, Stockholm, Bern, Kalkutta, Singapur, Sydney und Rom nach Auckland und dann wieder zurück nach Forest Hill zu schicken, scheiterte konzeptuell („incorrectly addressed“).
Am 30. Juli 1898 versuchte Reginald Bray, eine Postkarte „To a Resident, Fingal’s Cave, Staffa“ zu schicken. Die Royal Mail war aber nicht in der Lage, dem nachzukommen. Der Grund lag vermutlich darin, dass die Insel Staffa zu diesem Zeitpunkt unbewohnt war.
Dass Bray nicht nur durch seine Mail Art, sondern auch in Bezug auf Konzepte der Kundenbetreuung seiner Zeit voraus war, belegt die Unzustellbarkeit einer Postkarte aus dem Jahr 1899 an „Santa Claus Esq.“ („insufficiently addressed“); erst 1963–1964 war die Royal Mail logistisch in der Lage, Briefe an den Weihnachtsmann weiterzuleiten, dann aber auch zu beantworten.

## Autogrammsammlung

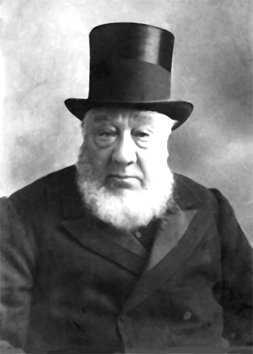
Ohm Krüger (ca. 1892)

Auslöser für Brays Sammelleidenschaft von Autogrammen, die er rein postalisch und ohne direkten Kontakt zu den ausgewählten Personen erfragte, war der Zweite Burenkrieg (1899–1902). Vier Tage nach Ausbruch des Krieges schickte Bray eine Postkarte an Ohm Krüger, den Präsidenten der Südafrikanischen Republik – und damit Kriegsgegner der Briten – mit der Bitte, diese Karte an ihn zurückzuschicken. Die Karte kam unbeantwortet zurück, war aber mit einer Vielzahl von Stempeln und dem kriegsbedingten Vermerk „mail service suspended“ versehen (Solche seltenen, nur temporär und zeitlich begrenzt verwendeten Stempel sind heute begehrte Sammlerobjekte).

### Der König der Autogramme
Durch diese Burenkriegspost ermutigt, schrieb Bray Autogrammanfragen an jeden der in Südafrika im Einsatz befindlichen britischen Generäle, indem er ihre Bilder beifügte – damals populärerweise als Zigarettenbild-Serien (Marke „Ogden’s Guinea Gold Cigarettes“) erhältlich. Um die Anfrage in der ihm eigenen Manier als weniger einfach für die Postbehörden zu gestalten, schnitt Bray den aufgedruckten Namen des Betroffenen unten vom angehefteten Zigarettenbild ab und gab eine sehr allgemeine Anschrift an wie z. B. „British Field Forces, South Africa“. Die Royal Mail und die britische Feldpost zeigte sich seinen Herausforderungen gewachsen und Bray war mit dieser Methode des Autogrammsammelns sehr erfolgreich.
Noch während des Burenkrieges bedachte Bray lokale englische Berühmtheiten wie Kriegskorrespondenten, Politiker, Schriftsteller, Künstler, Theater- und Kirchengrößen und Sportler (hier besonders Cricketspieler und Crocketspieler) mit seinen Anfragen. Doch auch schwarze Schafe wie Finanzschwindler und verurteilte Verbrecher, deren Namen er aus der Zeitung erfahren hatte, erhielten postalische Anfragen von ihm. Zwei Gebiete, in denen er besonders intensiv sammelte, waren die aufkommende Filmindustrie und die sich immer schneller entwickelnde Luftfahrt (einige Beispiele in Folge).

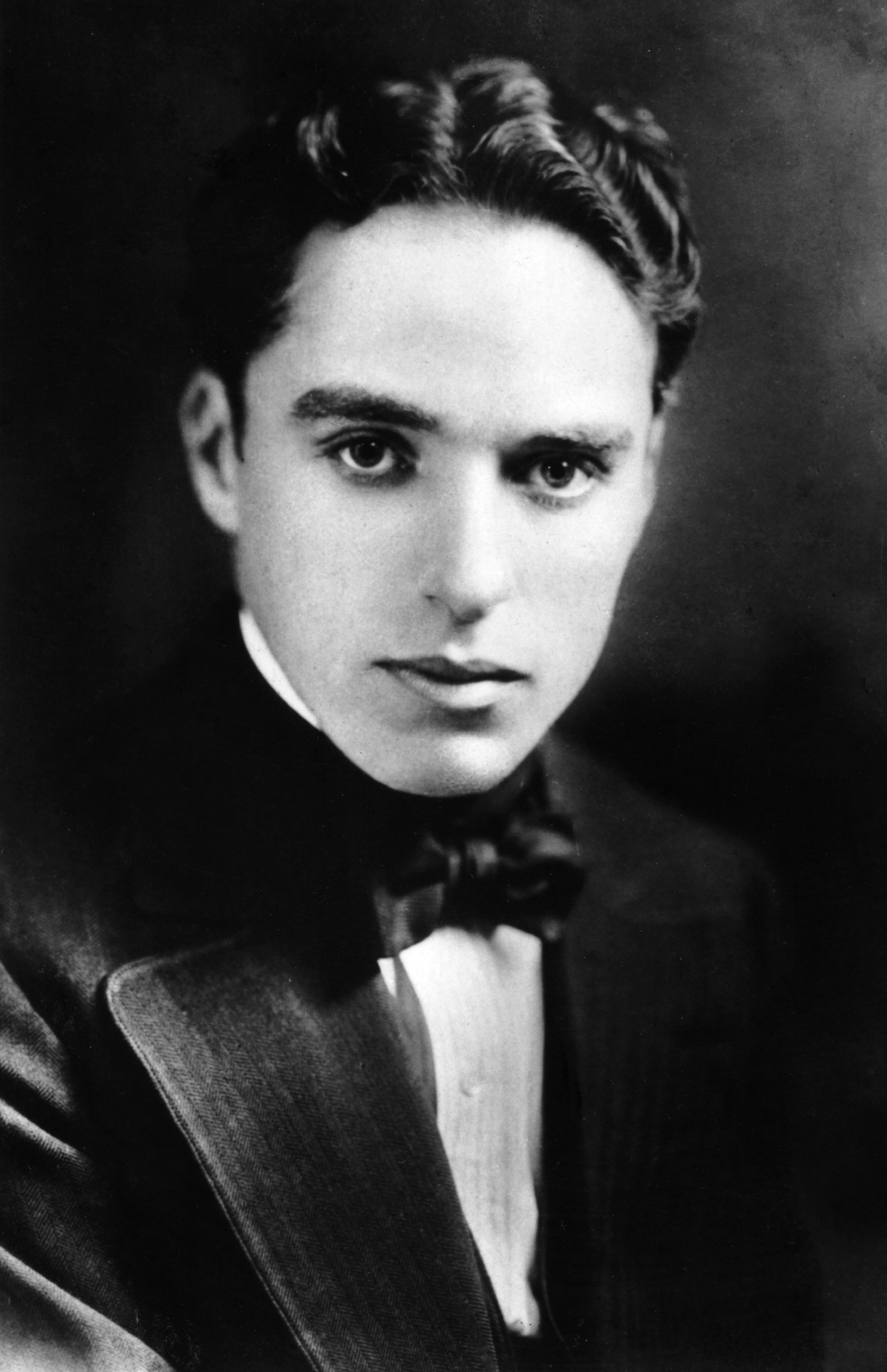
Charles Chaplin Schauspieler (ca. 1900–1910)
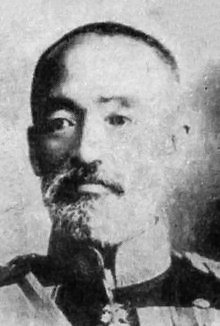
General Nogi Maresuke Statthalter von Taiwan (1909)
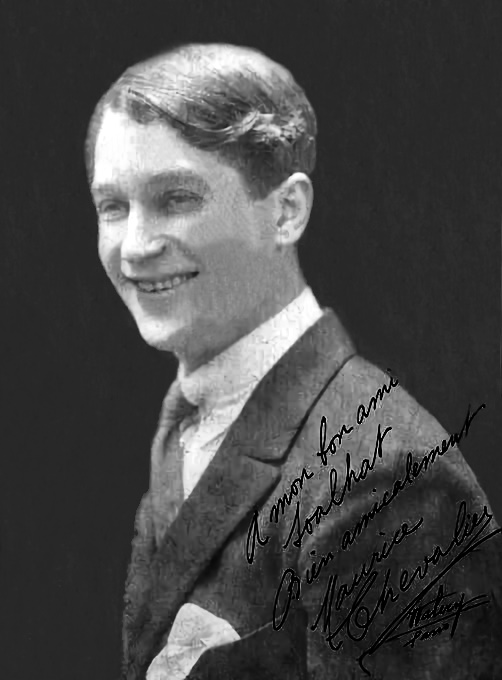
Maurice Chevalier Sänger und Filmschauspieler (1920)
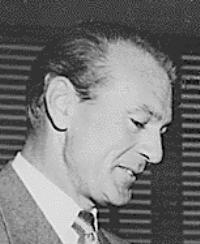
Gary Cooper Filmschauspieler (1950)
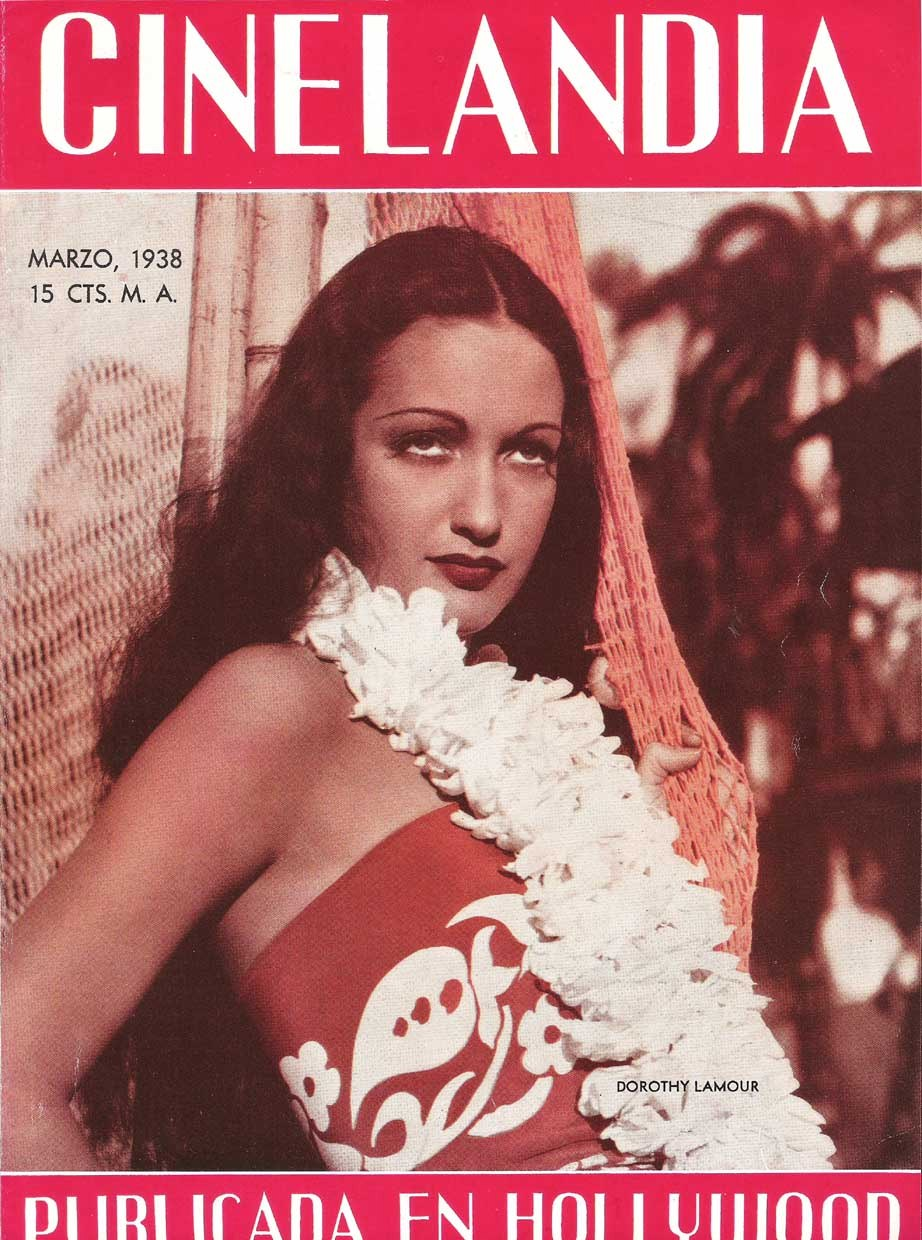
Dorothy Lamour Filmschauspielerin (1938)
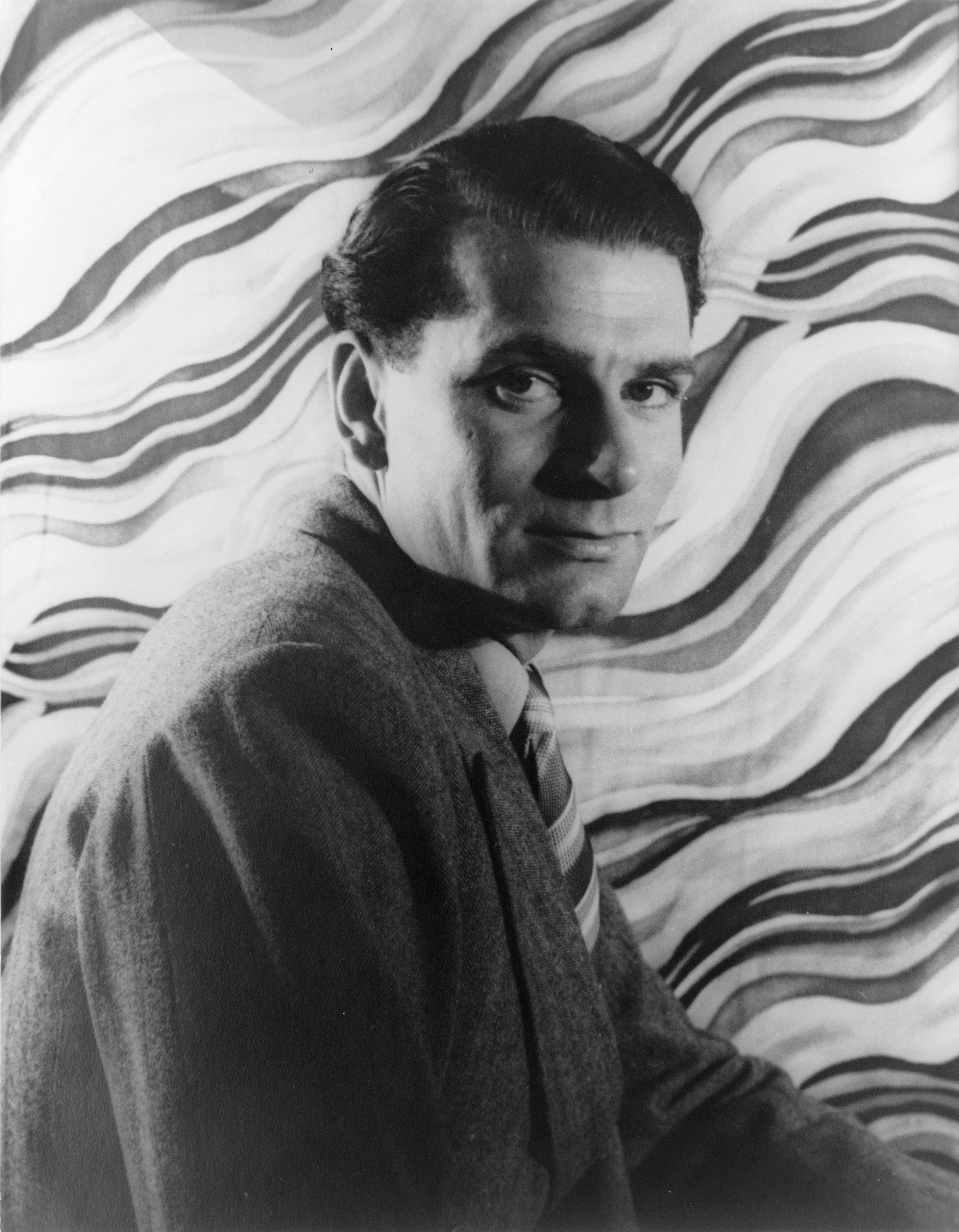
Laurence Olivier Schauspieler (1939)

Im Jahre 1906, nach Ausstellungen seiner Sammlung in mehreren Städten Englands, legte Bray sich den Titel The Autograph King zu. Er ließ sich personalisierte Autogramm-Anfragekarten drucken, auf denen er diesen Titel verwendete, das Jahr und die Orte seiner Ausstellungen aufführte und behauptete, „The owner of the largest collection of Modern Autographs“ zu sein. Seine Anfragen mit diesen Karten sorgten für einen Rückkopplungseffekt und er erhielt immer mehr Autogramme.

### Erfolglose Anfragen
Auf die Tausende von Anfragen, die Bray weltweit verschickte, gab es auch Weigerungen, seinem Wunsch nach einem Autogramm zu entsprechen (einige bedeutendere Beispiele in Folge).

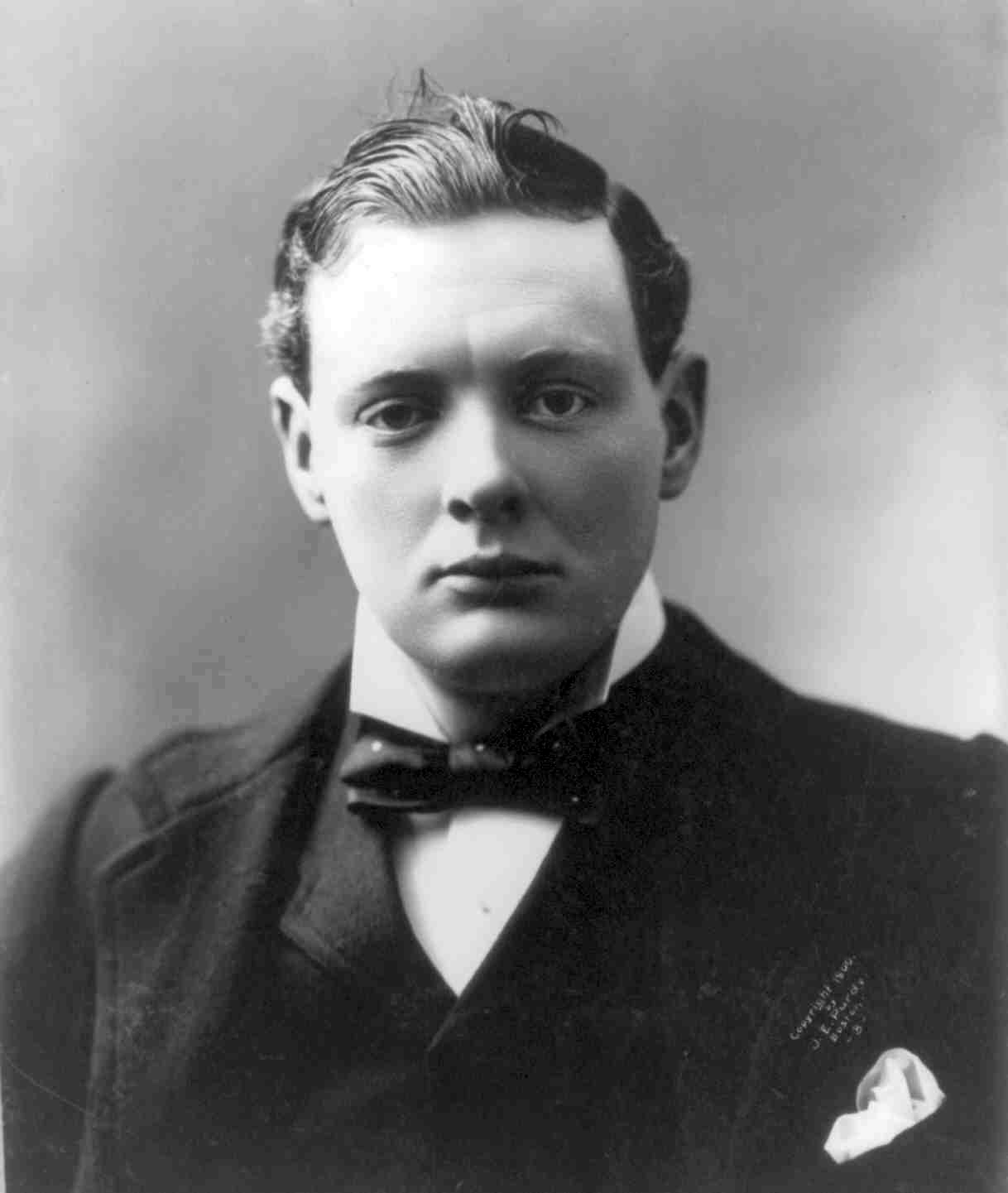
Winston Churchill (1900)
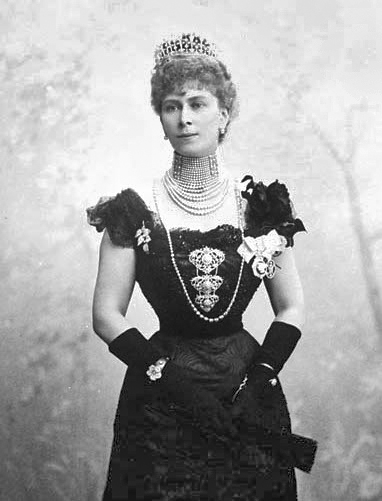
Königin Maria (1901)
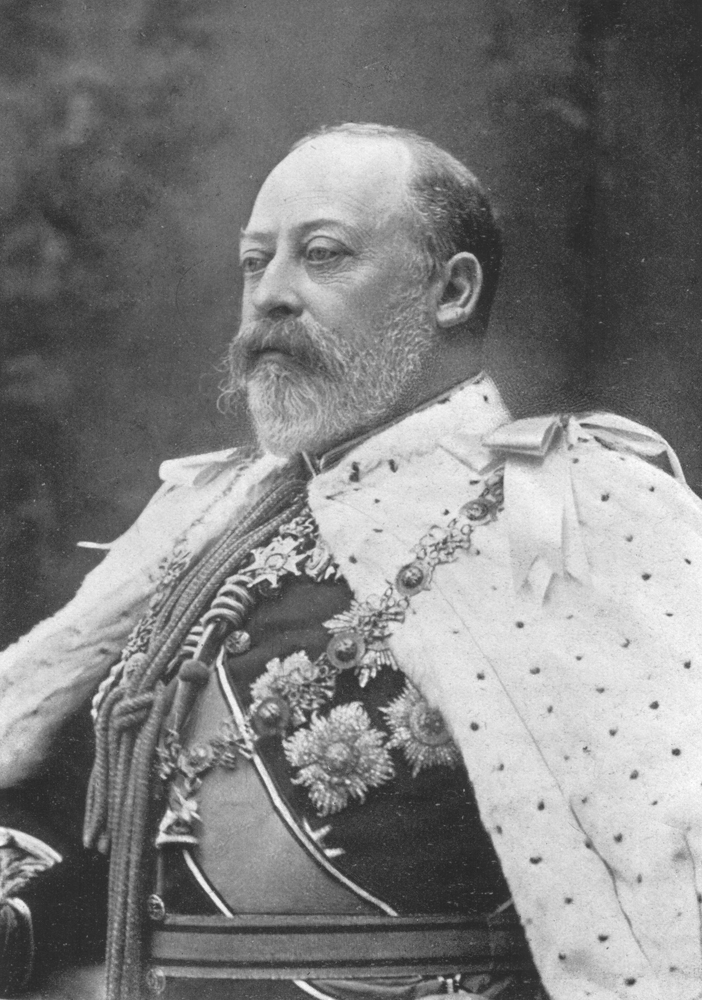
König Eduard VII. (1902)
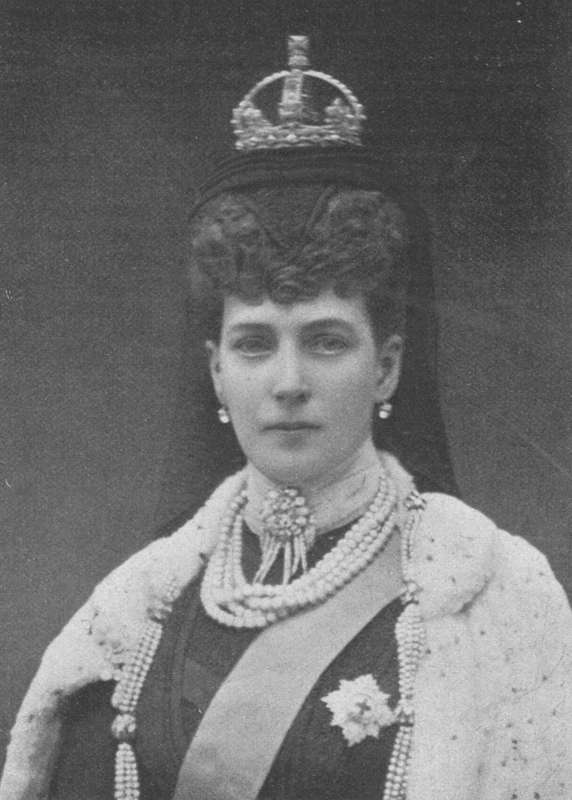
Königin Alexandra (1902)
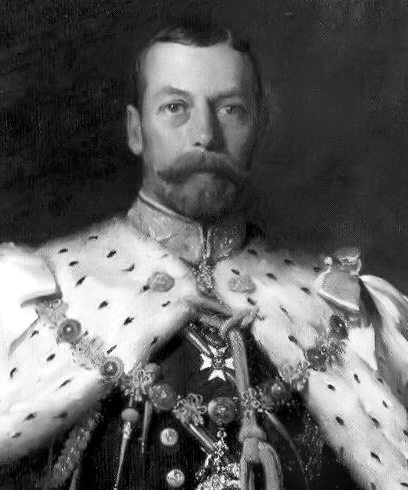
König George V. (etwa 1911)
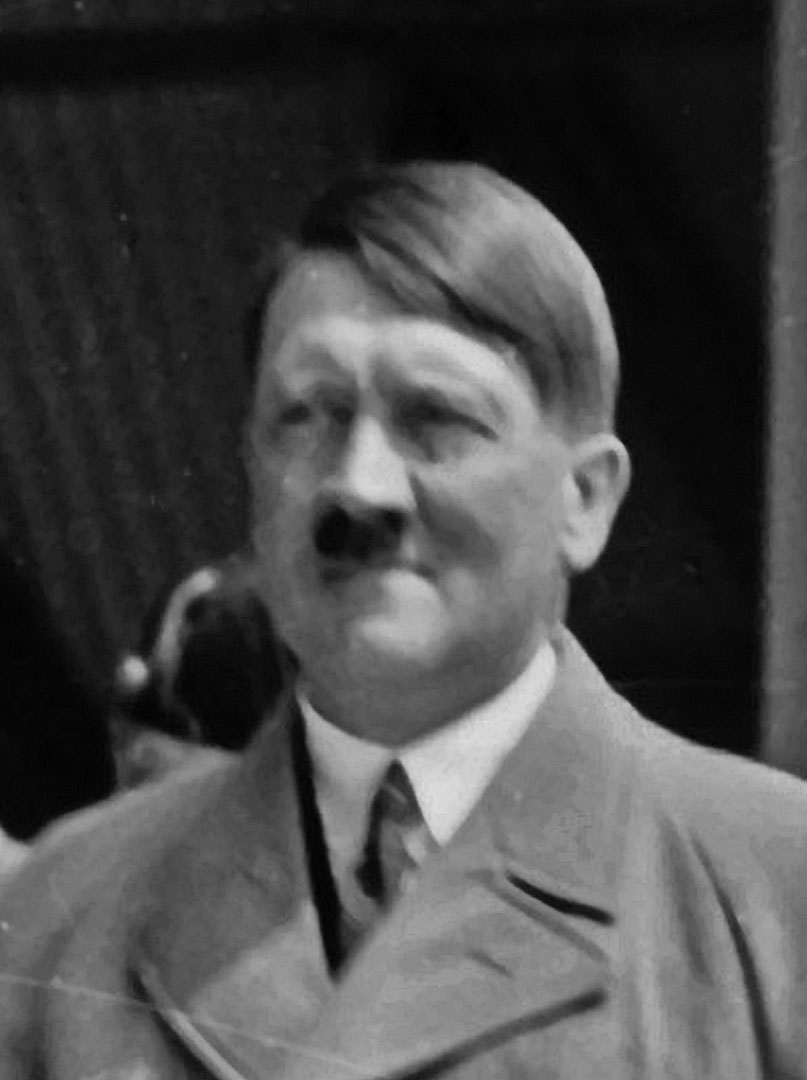
Adolf Hitler (1934)

Im Jahr 1900 schrieb Bray eine Autogrammanfrage an den 26-jährigen Winston Churchill, der damals gerade in das britische Unterhaus gewählt worden war. Die retournierte, vorgedruckte Antwort erläuterte, dass Churchill es sich zur Regel gemacht habe, Autogramme nur gegen eine Spende von einem Shilling (in Briefmarken) für die Church Army, eine der Heilsarmee ähnliche Organisation der Church of England, zu geben. Dieser Bedingung kam Bray nicht nach.
Auch bei der Royal family konnte Bray um 1910 mit seinen Anfragen keine Erfolge verbuchen und erhielt pauschale Antwortschreiben, dass der Grund für eine generelle Ablehnung in der ungeheuer großen Anzahl an Autogrammanfragen liege, die an das Königshaus gerichtet würden.
Seinen längsten erfolglosen Kampf um ein Autogramm hatte W. Reginald Bray mit dem deutschen Reichskanzler Adolf Hitler. Nach mehreren schriftlichen Standardanfragen schrieb Bray 1934 seinen fünften und letzten Brief an die Staatskanzlei sogar auf Deutsch. Er erwähnte darin bedeutende Persönlichkeiten, die ihm bereits ihre Autogramme geschickt hätten, darunter Papst Pius X., Mussolini, Franz von Papen, alle bisher angeschriebenen Präsidenten der Vereinigten Staaten, John J. Pershing, Gustav Stresemann und viele andere mehr. Bray schloss mit den Worten „Ich wünsche Ihnen und der Deutschen Nation das Allerbeste“, aber das Sekretariat der nationalsozialistischen Führung in Berlin durchschaute seinen diplomatischen Versuch, wies alle seine Gesuche höflich aber bestimmt zurück und verbat sich mit deutlichen Worten weitere Anfragen.
Bray musste sich mit den Autogrammen von Franz Bracht und Gerd von Rundstedt zufriedengeben.

## Erscheinung in der Öffentlichkeit

### Zeitungsartikel
W. Reginald Bray veröffentlichte Artikel zu seinen Aktivitäten in acht verschiedenen Journalen.
Bereits 1904, im Alter von 25 Jahren, schrieb W. Reginald Bray einen Artikel „Postal Curiosities“ im Royal Magazine, in dem er seine Motive mit den folgenden Worten darlegte: „My object from the beginning was to test the ingenuity of the postal authorities, and, if possible, to vindicate them of the charges of carelessness and neglect.“

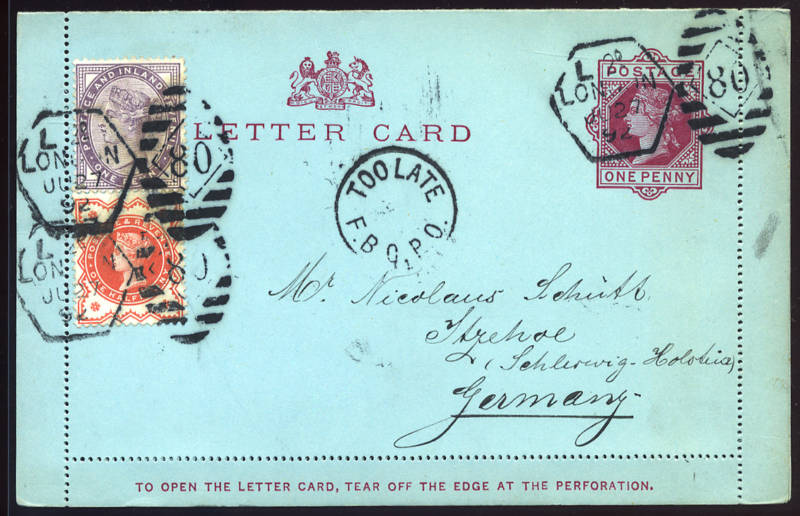
Eine mehrfach gestempelte LETTER CARD, d. h. eine vorfrankierte Karte (One Penny), die in der Hälfte gefaltet und dadurch verschlossen werden kann.

1911 folgte ein weiterer Artikel im Royal Magazine, in dem Bray auf eine Änderung der postalischen Regulierungen einging, die es nicht weiter erlaubte, Bilder an einfachen Postkarten anzubringen – weshalb er seit dieser Änderung die seit 1892 existierenden letter cards für seine Autogrammanfragen verwendete.
1932 schrieb Bray einen kurzen, bebilderten Zeitungsartikel („Dogs as Letters“), in dem er seine eigenen Erfahrungen mit Bob und die Nützlichkeit dieser Postdienstleistung beschrieb. Während dieser Dienst im Jahr 1900 drei Penny pro Meile kostete, war der Preis 1932 auf das Doppelte angestiegen.
1934 schrieb Bray in der Zeitschrift Post Annual einen Artikel über ein weiteres seiner Sammelgebiete, in dem er ebenfalls systematische Versendungsexperimente durchgeführt hatte. Unter dem Titel „Postmarks“ handelte er die Geschichte der britischen Poststempel von den Anfängen des Postsystems im 17. Jahrhundert bis ins Jahr 1930 ab.
1935 und 1936 schrieb er längere Artikel über das Sammeln von Autogrammen in den Jugendzeitschriften Girl’s Own Paper und Boy’s Own Paper.
Bray sammelte auch Artikel, die in englischen und sogar deutschen und französischen Zeitungen über ihn und seine Aktivitäten erschienen.

### Radiointerviews
Sein erstes Radio-Interview gab Bray im Juni 1933 auf Radio Normandy.
1935 und 1936 folgten Interviews im BBC-Radioprogramm In Town Tonight, in denen er das englische Postsystem lobte und den Express Delivery Service als „very useful service“ bezeichnete. In Town Tonight war so populär, dass Churchman’s Cigarettes eine 50 Bilder umfassende Zigarettenbild-Serie von Personen herausgab, die in dieser Radiosendung aufgetreten waren. W. Reginald Bray ist auf der Karte Nr. 6 abgebildet und auf der Rückseite dieser Karte wird er als „The Human Letter“ und als „The owner of the largest collection of postal curios in the British Isles...“ vorgestellt. Bray besorgte sich alle 50 Karten und dazu die Autogramme der darauf abgebildeten Berühmtheiten.

### Ausstellungen
Ab 1901 arrangierte Bray fünf Ausstellungen seiner Autogrammsammlung in London, Manchester und Leeds. Die Ausstellung in Shepherds Bush im Jahr 1914, dem Beginn des Ersten Weltkrieges, war Brays letzter Auftritt als Aussteller.

## Zitate
„How the sorters must have invoked the gods on my head when they caught site [sic] of my innocent postcards with the address written backwards.“

„Die Briefsortierer müssen wohl den Zorn der Götter über mich beschworen haben, wenn ihnen meine unschuldigen Postkarten mit der Adresse in Spiegelschrift unterkamen.“

„After a short interval whilst Willie wrote 27 postcards we proceeded on our way.“

„Nach einer kurzen Pause, während der Willie 27 Postkarten schrieb, nahmen wir unseren Weg wieder auf.“

„… W. Reginald Bray, arguably the father of mail art.“

„… W. Reginald Bray, wohl der Vater der Mail Art.“